# Campionati belgi di ciclocross
I campionati belgi di ciclocross sono la manifestazione ciclocrossistica annuale che assegna il titolo di Campione del Belgio di ciclocross. I vincitori hanno il diritto di indossare per un anno la maglia di campione belga, come accade per il campione mondiale.
Vengono assegnati titoli per le categorie maschili Elite, Under-23, Juniores e Debuttanti, e per le categorie femminili Elite, Under-23 e Juniores.

## Albo d'oro

### Uomini Elite
Aggiornato all'edizione 2022.
| Anno           | Vincitore              | Secondo                   | Terzo                     |
| Open           | Open                   | Open                      | Open                      |
| -------------- | ---------------------- | ------------------------- | ------------------------- |
| 1910           | Philippe Thys          |                           |                           |
| 1911           | non disputato          | non disputato             | non disputato             |
| 1912           | Jan Van Ingelghem      | Jean Delafaille           | Pierre Everaerts          |
| 1913           | Henri Moerenhout       | Modeste Lambert           | Jean Delafaille           |
| 1914           | Jan Van Ingelghem      | Guillaume Perwez          | Victor Doms               |
| 1915-20        | non disputato          | non disputato             | non disputato             |
| 1921           | René Vermandel         | Gaston Carels             | Théodore Van Eetvelde     |
| 1922           | Maurice De Waele       | Pieter Speeckaert         | Gérard Debaets            |
| 1923           | Théodore Van Eetvelde  | Henri Moerenhout          | Maurice De Waele          |
| 1924           | Joseph Van Dam         | Maurice De Waele          | Charles Mondelaers        |
| 1925           | Pé Verhaegen           | Joseph Van Dam            | Georges Lemaire           |
| 1926           | Henri Moerenhout       | Dieudonné Smets           | Charles Meunier           |
| 1927           | Jean Meeuwis           | Georges Ronsse            | Émile De Guitte           |
| 1928           | Jules Goedhuys         | Auguste Verdyck           | Robert Van Den Eynde      |
| 1929           | Georges Ronsse         | Jules Goedhuys            | Louis Delannoy            |
| 1930           | Georges Ronsse         | Maurice Seynaeve          | Jean Meeuwis              |
| 1931           | Jules Goedhuys         | Alfons Schepers           | Godfried Devoght          |
| 1932           | Joseph Demuysere       | Pol Roosemont             | Lode Hardiquest           |
| 1933           | Maurice Seynaeve       | Pol Roosemont             | Jules Goedhuys            |
| 1934           | Maurice Seynaeve       | Jules Geens               | Kamiel Vermassen          |
| 1935           | Maurice Seynaeve       | Jules Kneepkens           | Jules Geens               |
| 1936           | Maurice Seynaeve       | Jules Kneepkens           | Jules Geens               |
| 1937           | Maurice Seynaeve       | Alexis Michiels           | Omer Thys                 |
| 1938           | Omer Thys              | Pierre Vermeiren          | Kamiel Vermassen          |
| 1939           | Omer Thys              | Kamiel Vermassen          | Louis Michiels            |
| 1940           | non disputato          | non disputato             | non disputato             |
| 1941           | Richard Blendeman      | Julien Douws              | Eugeen Jacobs             |
| 1942           | Eugeen Jacobs          | Lode Poels                | Joseph Somers             |
| 1943           | Eugeen Jacobs          | Richard Blendeman         | Joseph Somers             |
| 1944           | Frans Van Hellemont    | Lode Poels                | Georges Claes             |
| 1945           | Georges Vandermeirsch  | Lode Michiels             | Eugeen Jacobs             |
| 1946           | Georges Vandermeirsch  | Lode Michiels             | Oscar Goethals            |
| 1947           | Georges Vandermeirsch  | Lode Michiels             | Odiel Vandenmeerschaut    |
| 1948           | Frans De Coster        | Odiel Vandenmeerschaut    | Frans Loyaert             |
| 1949           | Georges Vandermeirsch  | Frans De Coster           | Eugeen Jacobs             |
| 1950           | Firmin Van Kerrebroeck | Georges Vandermeirsch     | Michel Decroix            |
| 1951           | Georges Vandermeirsch  | Firmin Van Kerrebroeck    | Michel Decroix            |
| 1952           | Firmin Van Kerrebroeck | Frans Feremans            | Irené De Keyser           |
| 1953           | Georges Furnière       | Roger De Clercq           | Firmin Van Kerrebroeck    |
| 1954           | Frans Feremans         | Roger De Clercq           | Charles Van Houtte        |
| 1955           | Firmin Van Kerrebroeck | Roger De Clercq           | Charles Van Houtte        |
| 1956           | Firmin Van Kerrebroeck | Roger De Clercq           | Calixte Van Steenbrugge   |
| 1957           | René De Rey            | Georges Furnière          | Roger De Clercq           |
| 1958           | Firmin Van Kerrebroeck | Roger De Clercq           | Hendrik Willems           |
| 1959           | René De Rey            | Firmin Van Kerrebroeck    | Hendrik Willems           |
| 1960           | Roger De Clercq        | Firmin Van Kerrebroeck    | Pierre Kumps              |
| 1961           | Firmin Van Kerrebroeck | Herman Van Caester        | Pierre Kumps              |
| 1962           | Roger De Clercq        | Albert Van Damme          | Pierre Kumps              |
| 1963           | Albert Van Damme       | Jozef Matheussen          | Pierre Kumps              |
| 1964           | Roger De Clercq        | René De Rey               | Albert Van Damme          |
| 1965           | Albert Van Damme       | Pierre Kumps              | Léon Scheirs              |
| 1965           | Albert Van Damme       | René De Rey               | Robert Vermeire           |
| 1966           | Eric De Vlaeminck      | Freddy Nijs               | René De Clercq            |
| 1967           | Albert Van Damme       | Roger De Vlaeminck        | Herman Van Caester        |
| Professionisti |                        |                           |                           |
| 1968           | Eric De Vlaeminck      | Julien Van Den Haesevelde | Freddy Nijs               |
| 1969           | Albert Van Damme       | Roger De Vlaeminck        | Daniel Van Damme          |
| 1971           | Eric De Vlaeminck      | Albert Van Damme          | René De Clercq            |
| 1972           | Eric De Vlaeminck      | Albert Van Damme          | Michel Baele              |
| 1973           | Albert Van Damme       | Michel Baele              | Julien Van Den Haesevelde |
| 1974           | Roger De Vlaeminck     | Albert Van Damme          | Michel Baele              |
| 1975           | Roger De Vlaeminck     | Eric De Vlaeminck         | Marc De Block             |
| 1976           | Marc De Block          | Albert Van Damme          | Luc Van Goidsenhoven      |
| 1977           | Marc De Block          | Albert Van Damme          | Eric De Vlaeminck         |
| 1978           | Roger De Vlaeminck     | Eric Desruelle            | Jan Teugels               |
| 1979           | Jan Teugels            | Roger De Vlaeminck        | Robert Vermeire           |
| 1980           | Roland Liboton         | Robert Vermeire           | Johan Ghyllebert          |
| 1981           | Roland Liboton         | Robert Vermeire           | Johan Ghyllebert          |
| 1982           | Roland Liboton         | Robert Vermeire           | Johan Ghyllebert          |
| 1983           | Roland Liboton         | Robert Vermeire           | Johan Ghyllebert          |
| 1984           | Roland Liboton         | Robert Vermeire           | Johan Ghyllebert          |
| 1985           | Roland Liboton         | Rudy De Bie               | Robert Vermeire           |
| 1986           | Roland Liboton         | Paul De Brauwer           | Rudy De Bie               |
| 1987           | Roland Liboton         | Paul De Brauwer           | Yvan Messelis             |
| 1988           | Roland Liboton         | Paul De Brauwer           | Danny De Bie              |
| 1989           | Roland Liboton         | Yvan Messelis             | Danny De Bie              |
| 1990           | Danny De Bie           | Roland Liboton            | Yvan Messelis             |
| 1991           | Danny De Bie           | Paul De Brauwer           | Johan Museeuw             |
| 1992           | Danny De Bie           | Guy Van Dijck             | Paul De Brauwer           |
| 1993           | Paul Herijgers         | Danny De Bie              | Paul De Brauwer           |
| 1994           | Peter Van Den Abeele   | Danny De Bie              | Filip Van Luchem          |
| Elite          |                        |                           |                           |
| 1995           | Marc Janssens          | Erwin Vervecken           | Peter Van Den Abeele      |
| 1996           | Erwin Vervecken        | Paul Herijgers            | Mario De Clercq           |
| 1997           | Paul Herijgers         | Mario De Clercq           | Arne Daelmans             |
| 1998           | Marc Janssens          | Erwin Vervecken           | Mario De Clercq           |
| 1999           | Marc Janssens          | Mario De Clercq           | Sven Nys                  |
| 2000           | Sven Nys               | Erwin Vervecken           | Mario De Clercq           |
| 2001           | Mario De Clercq        | Erwin Vervecken           | Bart Wellens              |
| 2002           | Mario De Clercq        | Erwin Vervecken           | Sven Vanthourenhout       |
| 2003           | Sven Nys               | Ben Berden                | Bart Wellens              |
| 2004           | Bart Wellens           | Mario De Clercq           | Sven Nys                  |
| 2005           | Sven Nys               | Tom Vannoppen             | Ben Berden                |
| 2006           | Sven Nys               | Erwin Vervecken           | Bart Wellens              |
| 2007           | Bart Wellens           | Klaas Vantornout          | Sven Nys                  |
| 2008           | Sven Nys               | Bart Wellens              | Niels Albert              |
| 2009           | Sven Nys               | Niels Albert              | Kevin Pauwels             |
| 2010           | Sven Nys               | Klaas Vantornout          | Tom Meeusen               |
| 2011           | Niels Albert           | Bart Wellens              | Kevin Pauwels             |
| 2012           | Sven Nys               | Niels Albert              | Rob Peeters               |
| 2013           | Klaas Vantornout       | Sven Nys                  | Kevin Pauwels             |
| 2014           | Sven Nys               | Rob Peeters               | Bart Wellens              |
| 2015           | Klaas Vantornout       | Tom Meeusen               | Wout Van Aert             |
| 2016           | Wout Van Aert          | Laurens Sweeck            | Sven Nys                  |
| 2017           | Wout Van Aert          | Kevin Pauwels             | Laurens Sweeck            |
| 2018           | Wout Van Aert          | Laurens Sweeck            | Daan Soete                |
| 2019           | Toon Aerts             | Wout Van Aert             | Michael Vanthourenhout    |
| 2020           | Laurens Sweeck         | Eli Iserbyt               | Toon Aerts                |
| 2021           | Wout Van Aert          | Toon Aerts                | Michael Vanthourenhout    |
| 2022           | Wout Van Aert          | Laurens Sweeck            | Quinten Hermans           |

### Donne Elite
Aggiornato all'edizione 2022.
| Anno | Vincitrice        | Seconda                  | Terza             |
| ---- | ----------------- | ------------------------ | ----------------- |
| 2001 | Katleen Vermeiren | Anja Nobus               | Lory Laroy        |
| 2002 | Anja Nobus        | Katleen Vermeiren        | Hilde Quintens    |
| 2003 | Hilde Quintens    | Anja Nobus               | Veerle Ingels     |
| 2004 | Anja Nobus        | Loes Sels                | Katleen Vermeiren |
| 2005 | Veerle Ingels     | Anja Nobus               | Loes Sels         |
| 2006 | Hilde Quintens    | Kathy Ingels             | Anja Nobus        |
| 2007 | Loes Sels         | Katrien Aerts            | Hilde Quintens    |
| 2008 | Loes Sels         | Veerle Ingels            | Katrien Pauwels   |
| 2009 | Joyce Vanderbeken | Sanne Cant               | Veerle Ingels     |
| 2010 | Sanne Cant        | Joyce Vanderbeken        | Ellen Van Loy     |
| 2011 | Sanne Cant        | Nancy Bober              | Joyce Vanderbeken |
| 2012 | Sanne Cant        | Joyce Vanderbeken        | Hilde Quintens    |
| 2013 | Sanne Cant        | Ellen Van Loy            | Joyce Vanderbeken |
| 2014 | Sanne Cant        | Ellen Van Loy            | Githa Michiels    |
| 2015 | Sanne Cant        | Ellen Van Loy            | Githa Michiels    |
| 2016 | Sanne Cant        | Ellen Van Loy            | Loes Sels         |
| 2017 | Sanne Cant        | Laura Verdonschot        | Ellen Van Loy     |
| 2018 | Sanne Cant        | Ellen Van Loy            | Loes Sels         |
| 2019 | Sanne Cant        | Loes Sels                | Laura Verdonschot |
| 2020 | Sanne Cant        | Laura Verdonschot        | Ellen Van Loy     |
| 2021 | Sanne Cant        | Lotte Kopecky            | Alicia Franck     |
| 2022 | Sanne Cant        | Marion Norbert-Riberolle | Laura Verdonschot |

### Uomini Under-23
Aggiornato all'edizione 2022.
| Anno | Vincitore                                        | Secondo                                          | Terzo                                            |
| ---- | ------------------------------------------------ | ------------------------------------------------ | ------------------------------------------------ |
| 1996 | Ben Berden                                       | Gianni David                                     | David Willemsens                                 |
| 1997 | Bart Wellens                                     | Ben Berden                                       | David Willemsens                                 |
| 1998 | Bart Wellens                                     | Sven Nys                                         | Gianni David                                     |
| 1999 | Bart Wellens                                     | Tom Vannoppen                                    | Kipcho Volckaerts                                |
| 2000 | Bart Wellens                                     | Tom Vannoppen                                    | Sven Vanthourenhout                              |
| 2001 | Sven Vanthourenhout                              | Davy Commeyne                                    | Wim Jacobs                                       |
| 2002 | Wim Jacobs                                       | Davy Commeyne                                    | Bart Aernouts                                    |
| 2003 | Wesley Van Der Linden                            | Bart Aernouts                                    | Tim Van Nuffel                                   |
| 2004 | Wesley Van Der Linden                            | Bart Aernouts                                    | Geert Wellens                                    |
| 2005 | Jan Soetens                                      | Niels Albert                                     | Kevin Pauwels                                    |
| 2006 | Niels Albert                                     | Kevin Pauwels                                    | Dieter Vanthourenhout                            |
| 2007 | Niels Albert                                     | Rob Peeters                                      | Dieter Vanthourenhout                            |
| 2008 | Tom Meeusen                                      | Wim Leemans                                      | Stijn Huys                                       |
| 2009 | Vincent Baestaens                                | Stef Boden                                       | Kenneth Van Compernolle                          |
| 2010 | Jim Aernouts                                     | Jan Denuwelaere                                  | Wietse Bosmans                                   |
| 2011 | Joeri Adam                                       | Wietse Bosmans                                   | Kevin Eeckhout                                   |
| 2012 | Wietse Bosmans                                   | Gianni Vermeersch                                | Vinnie Braet                                     |
| 2013 | Laurens Sweeck                                   | Gianni Vermeersch                                | Wout Van Aert                                    |
| 2014 | Jens Adams                                       | Toon Aerts                                       | Laurens Sweeck                                   |
| 2015 | Laurens Sweeck                                   | Toon Aerts                                       | Quinten Hermans                                  |
| 2016 | Thijs Aerts                                      | Daan Soete                                       | Quinten Hermans                                  |
| 2017 | Quinten Hermans                                  | Nicolas Cleppe                                   | Yannick Peeters                                  |
| 2018 | Thijs Aerts                                      | Toon Vandebosch                                  | Stijn Caluwe                                     |
| 2019 | Timo Kielich                                     | Lander Loockx                                    | Niels Vandeputte                                 |
| 2020 | Toon Vandebosch                                  | Niels Vandeputte                                 | Jelle Camps                                      |
| 2021 | non disputato a causa della pandemia di COVID-19 | non disputato a causa della pandemia di COVID-19 | non disputato a causa della pandemia di COVID-19 |
| 2022 | Emiel Verstrynge                                 | Jente Michels                                    | Joran Wyseure                                    |

### Uomini Dilettanti
Aggiornato all'edizione 1995.
| Anno | Vincitore              | Secondo             | Terzo                |
| ---- | ---------------------- | ------------------- | -------------------- |
| 1967 | Roger De Vlaeminck     | Flory Ongenae       | René De Clercq       |
| 1968 | Roger De Vlaeminck     | Robert Vermeire     | Roger Bijn           |
| 1969 | Robert Vermeire        | Norbert Dedeckere   | André Geirland       |
| 1971 | Robert Vermeire        | Norbert Dedeckere   | Robert Van De Sompel |
| 1972 | Robert Vermeire        | André Geirland      | Norbert Dedeckere    |
| 1973 | Robert Vermeire        | Norbert Dedeckere   | Jos Thielemans       |
| 1974 | Robert Vermeire        | Eric Desruelle      | Norbert Dedeckere    |
| 1975 | Robert Vermeire        | Eric Desruelle      | Norbert Dedeckere    |
| 1976 | Robert Vermeire        | Norbert Dedeckere   | Henri Arnouts        |
| 1977 | Robert Vermeire        | Eric De Bruyne      | Johan Ghyllebert     |
| 1978 | Robert Vermeire        | Yvan Messelis       | Norbert Dedeckere    |
| 1979 | Roland Liboton         | Eric De Bruyne      | André Geirland       |
| 1980 | Paul De Brauwer        | Luc Naudts          | Freddy Deschacht     |
| 1981 | Paul De Brauwer        | Eric De Bruyne      | Noël Danneels        |
| 1982 | Paul De Brauwer        | Yvan Messelis       | Eric De Bruyne       |
| 1983 | Werner Van Der Fraenen | Yvan Messelis       | Ludo De Rey          |
| 1984 | Yvan Messelis          | Rudy De Bie         | Ludo De Rey          |
| 1985 | Yvan Messelis          | Rudy Thielemans     | Eric Vervaet         |
| 1986 | Ludo De Rey            | Dirk Pauwels        | Eric Vervaet         |
| 1987 | Rudy Thielemans        | Guy Van Dijck       | Alex Moonen          |
| 1988 | Rudy Thielemans        | Eric Vervaet        | Johan Ghyllebert     |
| 1989 | Rudy De Bie            | Dirk Pauwels        | Eric Vervaet         |
| 1990 | Marc Janssens          | Rudy Thielemans     | Eric Vervaet         |
| 1991 | Rudy Thielemans        | Johnny Blomme       | Paul Herijgers       |
| 1992 | Rudy Thielemans        | Pascal Van Riet     | Peter Willemsens     |
| 1993 | Geert De Vlaeminck     | Marc Janssens       | Peter Willemsens     |
| 1994 | Erwin Vervecken        | Rudy De Bie         | Peter Van Santvliet  |
| 1995 | Erwin Vervecken        | Peter Van Santvliet | Erwin Bollen         |

### Donne Under-23
Aggiornato all'edizione 2022.
| Anno | Vincitrice                                       | Seconda                                          | Terza                                            |
| ---- | ------------------------------------------------ | ------------------------------------------------ | ------------------------------------------------ |
| 2016 | Laura Verdonschot                                | Shana Maes                                       | Joyce Heyns                                      |
| 2017 | Laura Verdonschot                                | Eva Marie Palm                                   | Shana Maes                                       |
| 2018 | Suzanne Verhoeven                                | Marthe Truyen                                    | Axelle Bellaert                                  |
| 2019 | Axelle Bellaert                                  | Marthe Truyen                                    | Jinse Peeters                                    |
| 2020 | Marthe Truyen                                    | Kiona Crabbé                                     | Jinse Peeters                                    |
| 2021 | non disputato a causa della pandemia di COVID-19 | non disputato a causa della pandemia di COVID-19 | non disputato a causa della pandemia di COVID-19 |
| 2022 | Kiona Crabbé                                     | Julie Brouwers                                   | Sterre Vervloet                                  |